# Эдмунд Этелинг
Э́дмунд Э́телинг (около 1015/1017 — до 1054) — сын короля Англии из Уэссекской династии Эдмунда Железнобокого.

## Биография

### Происхождение
Эдмунд родился в 1015, 1016 или 1017 году. Отцом Эдмунда был король Англии из Уэссекской династии Эдмунд Железнобокий, матерью — предположительно жена Эдмунда Железнобокого Эдита; вполне возможно, что Эдита была только мачехой Эдмунда, поскольку смерть Эдмунда Железнобокого в ноябре 1016 года означает, что оба его ребёнка родились не позднее года после смерти короля. Также, возможно, Эдмунд был старше брата Эдуарда или они были близнецами. В то же время, тогда существовал обычай давать посмертным сыновьям имя отца; таким образом, Эдмунд мог быть младшим и к тому же посмертным сыном Эдмунда Железнобокого.

### Ссылка
Когда Эдмунд Железнобокий умер, а новый король всей Англии Кнуд Великий женился на Эмме Нормандской, Эдмунда и его брата лишили прав на престолонаследие. Тем не менее, оба они получили титул-прозвище «Этелинг» — староанглийское слово, которым обозначались члены королевской семьи, имевшей право на трон. Поскольку Эдмунд и Эдвард были законными наследниками Англии, Кнуд решился на их убийство. Убийство Этелинга на английской земле считалось неприемлемым, поэтому Кнуд отослал детей к своему сводному брату шведскому королю Олафу Шётконунгу, где они должны были быть преданы смерти. Будучи старым соратником деда принцев Этельреда II Неразумного, Олаф не убил их, а, по одной из версий, отослал ко двору венгерского короля Иштвана I, опасаясь оставить Этелингов при себе на севере, поскольку здесь была велика власть Кнуда Великого. Будучи изгнанниками в родной стране, Эдмунд и Эдуард всё же вселяли надежду в англосаксов в датской Англии, которые остались без лидера.
После крещения в 985 году Иштван I стал первым христианским королём Венгрии. К моменту прибытия к его двору Эдмунда и его брата Иштван был женат на Гизеле Баварской и возглавлял мирное королевство. Венгерский двор стал «счастливым домом» для ссыльных английских принцев. Однако в 1028 году Эдмунд и Эдуард были вынуждены бежать из Венгрии после того, как Кнуд подослал к ним убийц. Этелинги нашли убежище при дворе великого князя киевского Ярослава Мудрого. Также существует версия, что в Киев принцы были отосланы ещё королём Олафом, который не решился принять помощь венгерского короля. Некоторые источники утверждают, что Этелинги выросли в Швеции и были отправлены в Киев позднее, минуя Венгрию. Историк Габриэль Роней утверждает, что Эдмунд и Эдуард «провели свои самые чувствительные юношеские годы под руководством Ярослава и возмужали в столице [Киевской Руси]». В то же время Элисон Уэйр указывает, что сыновья Эдмунда Железнобокого были отправлен в Венгрию ещё в младенчестве.
Исторические записи свидетельствуют о том, что принцы «несколько выросли и перешагнули двенадцатилетний возраст» когда прибыли в Гардарику (другое название Киева). Летописи середины XIII века не сохранили сведений о пребывании Этелингов при дворе Ярослава Мудрого, однако более поздние древнерусские летописи упоминают о том, что в Киеве они нашли убежище. Англосаксы были католиками и Эдмунд и Эдуард были сдержанны по отношению к православной церкви — религии, которую исповедовали в Киевской Руси; историки полагают, что Ярослав, скорее всего, не позволил Этелингам высказывать своё недовольство. При этом, присутствие Этелингов при дворе киевского князя положительно сказывалось на отношениях с другими странами самого Ярослава, который придерживался западно-ориентированной внешней политики.
В 1040 году королём Англии стал сын Кнуда Великого Хардекнуд, который умер в июне 1042 году. После смерти Хардекнуда Этелинги могли вернуться в Англию, однако этого не произошло и к концу 1042 году принцы всё ещё оставались в Киеве. К 1043 году Эдмунд, которому к тому моменту было далеко за двадцать, отстранился от континентальной схемы Ярослава, в то время как Эдуард был возведен на «позицию с исключительной ответственностью, когда речь шла о короне Англии или династических союзах». В это же время при дворе князя разразился скандал из-за связи знатной женщины с неким мужчиной, которым, по слухам, был Эдмунд. К концу 1030-х годов известной фигурой при дворе Ярослава стал изгнанный венгерский принц Андраш Белый; в 1046 году в Венгрии произошло языческое восстание, в ходе которого Андраш вернулся на родину в надежде отвоевать трон, а Этелинги, вероятно, сражались вместе с ним и присутствовали на его коронации.

### Брак и смерть
Средневековый историк Элред Ривоский записал, что Эдмунд женился на дочери венгерского короля, однако он не упоминает имени ни самого короля, ни его дочери. Некоторые историки отмечают, что женой Эдмунда не могла быть дочь Иштвана I, а также сестра короля Самуила Абы или любая другая принцесса из династии Арпады. Вероятно, женой Эдмунда была Гедвига — по версии Элисон Уэйр, дочь венгерского короля Иштвана I и Гизелы Баварской или дочь герцога Баварии Генриха II. В исторических записях дата свадьбы не сохранилась.
Эдмунд умер вскоре после свадьбы, вероятно, во время военной кампании Андраша Белого в 1046 году; известно, что Эдмунд был точно мёртв к 1054 году, когда только Эдуард был призван в Англию дядей-королём Эдуардом Исповедником. Тело Эдмунда Этелинга было погребено в Венгрии, однако точное местоположение могилы неизвестно.
Эдуард Исповедник намеревался назначить племянника своим преемником, однако тот умер вскоре после прибытия в Лондон. Со смертью сына Эдуарда Эдгара Этелинга, провозглашённого в 1066 году королём, но смещённого с трона Вильгельмом I Завоевателем, мужская линия Уэссекской династии прекратила существование.